# نفس‌بریده
نفس‌بریده فیلمی به کارگردانی و نویسندگی سیروس الوند محصول سال ۱۳۵۷ است.

## خلاصه داستان
نبی کارگر شیشه بری است که بیماری صرع دارد و باعث ضرر و زیان صاحب کارش می‌شود. صاحب کارش او را اخراج می‌کند. نبی با دوستش جلیل، که نوازندهٔ نابینا و دوره‌گردی است، در اتاقی محقر زندگی می‌کند. 
دختری به نام گل رخ با اتومبیل تصادف می‌کند و نبی او را به بیمارستان می‌رساند. خسرو نامزد گل رخ و قیمش عزت‌الله خان به نبی پیشنهاد می‌کنند که در ازای دریافت دستمزد مراقب گل رخ باشد. گل رخ عازم شمال است و نبی به دنبال او می‌رود. گل رخ قصد خودکشی دارد اما نبی مانع او می‌شود. 
نبی به گل رخ علاقمند می‌شود. روزی که نبی به دفتر کار خسرو رفته‌است گل رخ سر می‌رسد و با احساس غبن می‌گریزد. نبی دنبال دختر می‌رود، اما دچار حملهٔ صرع می‌شود و نمی‌تواند او را از خودکشی بازدارد. در بازجویی نبی را مقصر می‌شناسند؛ به این دلیل که به سبب بیماری‌اش نمی‌بایست مراقبت از گل رخ را می‌پذیرفت. وقتی نبی تصمیم گرفته شهر را ترک کند، با گل رخ مواجه می‌شود. 
گل رخ ابتدا همه چیز را انکار می‌کند اما بعد اعتراف می‌کند که او شباهت زیادی به گل رخ، خواهرزادهٔ عزت‌الله خان، داشته که توسط او و خسرو کشته شده و حالا او را مجبور کرده‌اند تا نقش گل رخ را بازی کند. 
نبی با او و جلیل قرار می‌گذارند که به شهر دورافتاده ای بروند، اما ناگهان عزت‌الله خان و خسرو سرمی رسند و جلیل را از پا درمی‌آورند و دختر را با خود می‌برند. نبی خسرو را به قتل می‌رساند و دختر ماجرا را به پلیس گزارش می‌کند. سرانجام، نبی از کاری که کرده‌است، اظهار رضایت می‌کند.

## بازیگران
- بهروز وثوقی
- سپیده
- بهمن مفید
- آرش تاج تهرانی
- نصرت دستمردی
- کیومرث ملک مطیعی